# Gregory Sun
Gregory Sun (ur. 10 sierpnia 1962 w Port-of-Spain) – trynidadzko-tobagijski bobsleista. Uczestnik trzech zimowych igrzysk olimpijskich (Lillehammer 1994, Nagano 1998, Salt Lake City 2002).

## Igrzyska olimpijskie

### Lillehammer 1994
Na igrzyskach w Lillehammer zdobył wraz z Curtisem Harrym 37. miejsce na 42 załogi, które dotarły do mety, z blisko 10 sekundami straty do zwycięzców.

### Nagano 1998
Na Igrzyskach w Nagano również z tym samym partnerem zdobył 32. miejsce na 36 załóg, które dotarły do mety, docierając do mety z podobną stratą do złotych medalistów z Włoch i Kanady.

### Salt Lake City 2002
Na igrzyskach w Salt Lake City dojechał do mety na ostatniej, 37. pozycji. Był to najsłabszy występ reprezentantów Trynidadu i Tobago w historii. Podczas wyścigu doszło do zmiany drugiego członka załogi; przez pierwsze dwa zjazdy jechał z Andrew McNeillym, a następne dwa z Errolem Aguilerą. Zmiana ta nie spowodowała jednak poprawy, a dodatkowo w trzecim biegu, czyli pierwszym po zmianie, bobsleiści z Trynidadu i Tobago osiągnęli najsłabszy rezultat.